# Tøndehjelm
En tøndehjelm er en hjelm, der vandt frem i forbindelse med korstogene i 1100-tallet. De blev brugt af riddere og tungt infanteri i de fleste europæiske hære fra omkring 1220 til 1540.

## Historie
I sin simpleste form er tøndehjelmen en cylindrisk stålhjelm med flad top, som dækker hovedet fuldstændigt, og med små åbninger til øjne og mund. Senere design benyttede mere rundede former, særligt på toppen, til at deflektere slag og stød.
Tøndehjelmen er en videreudvikling af nasalhjelmen, som blev produceret med en flad top og en firkantet profil omkring 1180. Fra denne type hjem udvikledes den lukkede hjelm, der også kaldes den primitive tøndehjelm, i slutningen af 1100-tallet. I denne udgave var næsestykket udvidet, så det dækkede hele ansigtet, og var udstyret med huller til at se ud af og til vejrtrækning. Denne hjelm blev stort set afløst af den fulde tøndehjelm omkring 1240.
En senere variant med en mere konisk top er kendt som "sugarloaf helm" på engelsk (sukkertophjelm). På spansk kaldes disse yelmo de Zaragoza, hvilket refererer til Zaragoza ,hvor de blev introduceret første gang på Den Iberiske Halvø.
Selvom tøndehjelmen gav langt bedre beskyttelse end dens forgængere nasalhjelmen og spangenhjelmen, så gav den dårligere perifert udsyn, og ud over at den var tung, var den masseproducerede udgave (flad top og uden ventilationshuller) dårligt ventileret og kunne hurtigt blive overophedet i varmt vejr. Riddere bar typisk en coif i ringbrynje, nogle gang fastmonteret på en jernhjelm kendt som en cervelliere. Den senere udvikling af cervellieren, bascinethjelmen, blev også båret under tøndehjelmen; soldater ville ofte tage tøndehjelmen af efter det første sammenstød med lanser for at få bedre udsyn og større bevægelsesfrihed i meleekamp. Bascinethjelmen havde ofte en ringbrynjehætte rundt i kanten til at beskytte halsen. Disse ringebrynjekraver blev overflødiggjort ved indførslen af ringkraven omkring år 1400.
Bascinetten udviklede sig fra den tidligere jernhjelm til at afløse tøndehjelmen i krig. Tøndehjelmen gik ud af brug i løbet af 1400-tallet, selvom den var almindelig brugt i ridderturneringer. Frømunds hjelmen udviklede sig fra denne.

## Dekoration
Tøndehjelmen blev ofte gjort mørkere, lakeret eller malet og ofte påført dekorationer som:
- Ventilationsdekorationer (kors og symboler)
- Visirdekorationer (horisontal and vertikal "kors")
- Fastgjorte dekorationer som kroner, fjer, metalvinger (fundet på hjelme som tilhørte den Tyske Orden).

De fastgjorde dekorationer kunne også vise en ridders heraldik, hvilket gjorde det muligt for folk at kende vedkommende uden at kunne se hans ansigt.
Under ridderturneringer brugte man til tider hjelmtegnet som mål. Man skulle således ramme modstanderens hjelmtegn og støde det af for at vinde turneringen.
De fastgjorte dekorationer kunne være fremstillet i træ, metal eller læder alt efter formålet. De blev ligeledes malet i ridderens farve, så de passede til hans våbenskjold eller lignende.

## Moderne reenactere
Tøndehjelmen er i dag særligt populær blandt liverollespillere og middelaldergrupper som f.eks. Society for Creative Anachronism.
Hjelmen yder god beskyttelse for hele hovedet mod både skarpe og blunte våben og er derfor effektiv ved reenactede slag eller moderne konkurrencer i historisk våbenbrug. Samtidig kan den fremstilles relativt billigt selv med simpelt udstyr (metalsaks, bor, nitter og en hammer). Ved nogle reenactede slag eller arrangementer er det dog et krav, at hjelmene er af en vis kvalitet, for at man med sikkerhed ved, at den yder tilpas beskyttelse for bæreren. Ligeledes kan der være krav om, at den er fremstillet af korrekte materialer og ved autentiske metoder, samt er udført efter originaler, der findes rundt omkring på museer. Ligesom riddere kunne have problemer med ventilation og overophedning, kan det samme være tilfældet ved moderne brug, særligt i varmt vejr.
Moderne reenactmentudgaver af tøndehjelme vejer typisk mellem 1,5 og 3 kg. Af sikkerhedsårsager fremstiller man dem af tykkere stål end middelalderlige originaler, men de bliver ikke nødvendigvis voldsomt meget tungere eller ukomfortable. Selvom visirhullerne normalt kun er 20–30 mm brede, hæmmer de ikke altid udsynet kraftigt, da hullerne er tæt på personens øjne.